# Phymaturus camilae
Phymaturus camilae — вид ігуаноподібних ящірок родини Liolaemidae. Ендемік Аргентини.

## Поширення і екологія
Phymaturus camilae відомі з типової місцевості, розташованої на півночі провінції Чубут. Вони живуть серед скель, на висоті 1100 м над рівнем моря. Живляться рослинністю, є живородними.